# Armindo Sieb
Armindo Sieb (* 17. Februar 2003 in Halle (Saale)) ist ein deutscher Fußballspieler. Er steht seit Juli 2024 als Leihspieler des FC Bayern München beim 1. FSV Mainz 05 unter Vertrag. Sieb ist seit dem Jahr 2024 U21-Nationalspieler des DFB.

## Karriere

### Vereine
Sieb begann bei der SG Motor Halle mit dem Fußballspielen, ehe er 2014 in das Nachwuchsleistungszentrum (NLZ) von RB Leipzig wechselte. Nach drei Jahren wechselte der C-Junior in das NLZ der TSG 1899 Hoffenheim. Dort rückte er zur Saison 2018/19 zu den B1-Junioren (U17) auf, für die er in der B-Junioren-Bundesliga spielte. Als jüngerer Jahrgang erzielte der Offensivspieler in 25 Spielen 10 Tore. In der Folgesaison folgten 15 Einsätze, in denen er erneut zehnmal traf.
Zur Saison 2020/21 wechselte Sieb in das NLZ des FC Bayern München und gehörte dort fortan den A-Junioren (U19) an. Er nahm in der Vorbereitung zudem am Trainingslager der zweiten Mannschaft teil, die in der 3. Liga spielt. Nach zwei Einsätzen in der A-Junioren-Bundesliga gehörte der 17-Jährige Anfang Oktober 2020 erstmals bei einem Drittligaspiel dem Spieltagskader an, wurde jedoch nicht eingewechselt. Rund zwei Wochen später debütierte der Offensivspieler in der ersten Mannschaft, als er beim verlegten DFB-Pokal-Erstrundenspiel gegen den Oberligisten 1. FC Düren im Laufe der zweiten Halbzeit eingewechselt wurde. Dabei profitierte Sieb auch von dem Umstand, dass zahlreiche Bayern-Nationalspieler teilweise noch am Vortag in Länderspielen aktiv gewesen waren und daher von Flick nicht berücksichtigt wurden. So standen beim 3:0-Sieg lediglich Feldspieler der zweiten Mannschaft und U19 als Ersatz zur Verfügung. In dieser Partie zog sich Sieb eine Bänderverletzung im Knöchel zu, musste wieder ausgewechselt werden und fiel daraufhin einige Wochen aus. Nachdem er seine Verletzung auskuriert hatte, kehrte er Anfang Januar 2021 in das Mannschaftstraining der zweiten Mannschaft zurück und debütierte Mitte Februar 2021 in der 3. Liga. Einige Tage später folgte die erste Nominierung in den Spieltagskader für ein Bundesligaspiel. Insgesamt absolvierte Sieb in dieser Saison 12 Drittligaspiele, in denen er 2 Tore erzielte. Mit der zweiten Mannschaft stieg er jedoch in die Regionalliga Bayern ab. Für die U19 kam der Offensivspieler nicht mehr zum Einsatz, auch weil die Spielzeit im Juniorenbereich aufgrund der COVID-19-Pandemie ab November 2020 nicht mehr fortgeführt werden konnte. Die Saison 2021/22 verbrachte Sieb zum Großteil in der zweiten Mannschaft. Der Offensivspieler bestritt unter Martín Demichelis 33 Spiele in der Regionalliga Bayern und erzielte 10 Tore. Zudem kam er für die U19 jeweils 2-mal (ein Tor) in der A-Junioren-Bundesliga und UEFA Youth League sowie einmal im DFB-Pokal der Junioren zum Einsatz.
Zur Saison 2022/23 wechselte Sieb in die 2. Bundesliga zur SpVgg Greuther Fürth. Er unterschrieb beim Bundesliga-Absteiger einen bis zum 30. Juni 2025 laufenden Vertrag. In seiner ersten Saison kam Sieb 30-mal in der Liga zum Einsatz, stand 23-mal in der Startelf und erzielte vier Tore. In der Saison 2023/24 folgten 33 Spiele (26-mal in der Startelf) und 12 Tore.
Vor der Saison 2024/25 machte der FC Bayern von einer Rückkaufoption Gebrauch. Sieb unterschrieb einen Vertrag bis zum 30. Juni 2027 und wechselte für zwei Jahre auf Leihbasis zum Ligakonkurrenten 1. FSV Mainz 05. Als Leihspieler erzielte er am 4. Spieltag beim 3:2-Sieg des 1. FSV Mainz 05 im Auswärtsspiel gegen den FC Augsburg mit dem Treffer zur 1:0-Führung in der 13. Minute sein erstes Bundesligator. Sein Bundesligadebüt in Mainz hatte Sieb bereits am 1. Spieltag der Saison beim 1:1-Unentschieden gegen den 1. FC Union Berlin gegeben.

### Nationalmannschaft
Sieb spielte zwischen September 2018 und Mai 2019 zehnmal für die U16-Nationalmannschaft, für die er zwei Tore erzielte. Zwischen September 2019 und Februar 2020 folgten neun Länderspiele für die U17-Auswahl, in denen er sechs Tore erzielte und zwei im September 2020 für die U18-Auswahl. Seit dem Jahr 2021 spielt er für die U19-Nationalmannschaft. Für die U20-Nationalmannschaft kam er am 16. November 2022 in Chomutov beim 2:2-Unentschieden im Freundschaftsspiel gegen die U20-Nationalmannschaft Tschechiens erstmals zum Einsatz. Für die U21-Nationalmannschaft debütierte er am 22. März 2024 mit Einwechslung für Brajan Gruda in der 84. Minute im torlosen Spiel gegen die Nationalmannschaft des Kosovos im fünften Spiel der EM-Qualifikationsgruppe D in Chemnitz.